# إيفي ساندز
إيفي ساندز (بالإنجليزية: Evie Sands)‏ هي مغنية مؤلفة وملحنة أمريكية، ولدت في 26 فبراير 1946 في بروكلين في الولايات المتحدة.

## وصلات خارجية
- الموقع الرسمي
- إيفي ساندز على موقع IMDb (الإنجليزية)
- إيفي ساندز على موقع ميوزك برينز (الإنجليزية)
- إيفي ساندز على موقع أول ميوزيك (الإنجليزية)
- إيفي ساندز على موقع ديسكوغز (الإنجليزية)